# Avenida Governador Agamenon Magalhães
A Avenida Governador Agamenon Magalhães, mais conhecida como Avenida Agamenon Magalhães, é uma das avenidas mais importantes da cidade do Recife, Pernambuco. O seu trajeto começa na Ilha do Leite, cruza o bairro do Derby, margeando a Praça do Derby, o bairro do Espinheiro, terminando no bairro de Santo Amaro, na divisa com Olinda.

## Edificações
Encontramos na Avenida Agamenon Magalhães:
- Real Hospital Português de Beneficência
- Hospital Memorial São José
- Hospital da Restauração
- Edifício da Embratel
- Clube Português do Recife
- Superintendência Regional do Trabalho e do Emprego de Pernambuco
- Reitoria da Universidade de Pernambuco
- Shopping Center Tacaruna